# The Empyrean
The Empyrean är ett album av John Frusciante, utgivet 2009.

## Låtlista
Samtliga låtar skrivna av John Frusciante, om annat inte anges.
1. "Before the Beginning" - 9:09
2. "Song to the Siren" (Tim Buckley/Larry Beckett) - 3:33
3. "Unreachable" - 6:10
4. "God" - 3:23
5. "Dark/Light" - 8:30
6. "Heaven" - 4:03
7. "Enough of Me" - 4:14
8. "Central" - 7:16
9. "One More of Me" - 4:06
10. "After the Ending" - 3:38